# Bâtiment de l'ordinariat diocésain à Zrenjanin
Le « bâtiment de l'ordinariat diocésain à Zrenjanin » (en serbe cyrillique : Зграда Бискупског ординаријата ; en serbe latin : Zgrada Biskupskog ordinarijata) est situé à Zrenjanin, dans la province de Voïvodine et dans le district du Banat central, en Serbie. Avec l'ensemble du quartier ancien de la ville, il est inscrit sur la liste des entités spatiales historico-culturelles de grande importance de la république de Serbie (identifiant no PKIC 48) et, à ce titre, sur la liste des monuments culturels de grande importance.

## Présentation
Le bâtiment, qui se situe au no 8 du Trg slobode (« place de la Liberté »), derrière la cathétrale Saint-Jean-Népomucène, a été construit en 1909 selon des plans d'István Bart, un architecte de Timișoara. Il est caractéristique du style Sécession.
L'édifice est doté d'un rez-de-chaussée et d'un étage. La façade principale est asymétrique. La partie droite, qui abrite l'entrée, est rythmée par un oriel reposant sur des consoles tandis que la corniche du toit présente des formes recourbées ; les fenêtres du rez-de-chaussée sont géminées et, à l'étage, elles se terminent par des formes trapézoïdales. La façade est ornée d'ornements typiquement Sécession, avec des cordons et des motifs floraux géométrisés.
Aujourd'hui, le bâtiment a été adapté pour héberger l'évêque du diocèse de Zrenjanin ; en revanche, l'intérieur a conservé sa décoration intérieure, notamment les pilastres et les chapiteaux qui ornaient les murs et la rambarde en fer forgé de l'escalier.